# Svetovno prvenstvo športnih dirkalnikov sezona 1959
Svetovno prvenstvo športnih dirkalnikov sezona 1959 je bila sedma sezona Svetovnega prvenstva športnih dirkalnikov, ki je potekalo med 21. marcem in 5. septembrom 1959. Naslov konstruktorskega prvaka je osvojil Aston Martin.

## Spored dirk
| Št | Ime                         | Dirkališče                    | Datum               |
| -- | --------------------------- | ----------------------------- | ------------------- |
| 1  | 12 ur Sebringa              | Sebring International Raceway | 21. marec           |
| 2  | Targa Florio                | Palermo                       | 24. maj             |
| 3  | 1000 km Nürburgringa        | Nürburgring                   | 7. junij            |
| 4  | 24 ur Le Mansa              | Circuit de la Sarthe          | 20. junij 21. junij |
| 5  | RAC Goodwood Tourist Trophy | Goodwood Circuit              | 5. september        |

## Rezultati

### Po dirkah
| Št | Dirkališče  | Zmag. moštvo                                       | Poročilo |
| Št | Dirkališče  | Zmag. dirkača (-i)                                 | Poročilo |
| -- | ----------- | -------------------------------------------------- | -------- |
| 1  | Sebring     | #7 Scuderia Ferrari                                | Poročilo |
| 1  | Sebring     | Dan Gurney Chuck Daigh Phil Hill Olivier Gendebien | Poročilo |
| 2  | Palermo     | #112 Porsche KG                                    | Poročilo |
| 2  | Palermo     | Edgar Barth Wolfgang Seidel                        | Poročilo |
| 3  | Nürburgring | #1 David Brown                                     | Poročilo |
| 3  | Nürburgring | Stirling Moss Jack Fairman                         | Poročilo |
| 4  | La Sarthe   | #5 David Brown                                     | Poročilo |
| 4  | La Sarthe   | Carroll Shelby Roy Salvadori                       | Poročilo |
| 5  | Goodwood    | #2 David Brown                                     | Poročilo |
| 5  | Goodwood    | Carroll Shelby Jack Fairman Stirling Moss          | Poročilo |

### Konstruktorsko prvenstvo
Točkovanje po sistemu 8-6-4-3-2-1, točke dobi le najbolje uvrščeni dirkalnik posameznega konstruktorja. Za prvenstvo so šteli štirje trije rezultati na petih dirkah.
| Poz | Konstruktor  | 1. | 2. | 3. | 4. | 5. | Skupaj |
| --- | ------------ | -- | -- | -- | -- | -- | ------ |
| 1   | Aston Martin |    |    | 8  | 8  | 8  | 24     |
| 2   | Ferrari      | 8  |    | 6  | 4  | 4  | 18     |
| 3   | Porsche      | 4  | 8  | 3  |    | 6  | 18     |
| 4   | Maserati     |    | 2  |    |    |    | 2      |
| 5   | Alfa Romeo   |    | 1  |    |    |    | 1      |
| 5   | Lola         |    |    |    |    | 1  | 1      |